# Mxolisi Mkhontfo
Mxolisi Mkhontfo (ur. 8 września 1993) – suazyjski piłkarz grający na pozycji środkowego pomocnika. Jest wychowankiem klubu Green Mamba FC.

## Kariera klubowa
Mkhontfo jest wychowankiem klubu Green Mamba FC. W sezonie 2016/2017 zadebiutował w nim w pierwszej lidze suazyjskiej. Z nim wywalczył dwa mistrzostwa Eswatini w sezonach 2018/2019 i 2022/2023 oraz Puchar Eswatini w 2020 roku.

## Kariera reprezentacyjna
W reprezentacji Eswatini Mkhontfo zadebiutował 9 września 2018 w przegranym 0:2 meczu kwalifikacji do Pucharu Narodów Afryki 2019 z Tunezją.